# Partecipanti alla Classica di San Sebastián 2021
Elenco dei partecipanti alla Classica di San Sebastián 2021.
La Classica di San Sebastián 2021 è stata la quarantesima edizione della corsa. Alla competizione presero parte 25 squadre: le 19 con licenza UCI World Tour 2021 e 6 UCI ProTeam.
Ciascuna delle squadre è composta da sette ciclisti, per un totale di 175 accreditati alla partenza.

## Corridori per squadra
Nota: R ritirato, NP non partito, FT fuori tempo, SQ squalificato
| Deceuninck-Quick Step | Deceuninck-Quick Step | Deceuninck-Quick Step | AG2R Citroën Team                  | AG2R Citroën Team                  | AG2R Citroën Team                  | UAE Team Emirates      | UAE Team Emirates      | UAE Team Emirates      |
| --------------------- | --------------------- | --------------------- | ---------------------------------- | ---------------------------------- | ---------------------------------- | ---------------------- | ---------------------- | ---------------------- |
| N°                    | Ciclista              | Clas.                 | N°                                 | Ciclista                           | Clas.                              | N°                     | Ciclista               | Clas.                  |
| 1                     | Julian Alaphilippe    | 6°                    | 11                                 | François Bidard                    | R                                  | 21                     | Juan Ayuso             | 18°                    |
| 2                     | Mattia Cattaneo       | R                     | 12                                 | Geoffrey Bouchard                  | 28°                                | 22                     | Valerio Conti          | R                      |
| 3                     | Josef Černý           | R                     | 13                                 | Lilian Calmejane                   | R                                  | 23                     | Alessandro Covi        | 5°                     |
| 4                     | Dries Devenyns        | 33°                   | 14                                 | Mikaël Cherel                      | R                                  | 24                     | David de la Cruz       | 51°                    |
| 5                     | Mikkel Honoré         | 3°                    | 15                                 | Jaakko Hänninen                    | 49°                                | 25                     | Aljaksandr Rabušėnka   | R                      |
| 6                     | James Knox            | 30°                   | 16                                 | Damien Touzé                       | R                                  | 26                     | Matteo Trentin         | R                      |
| 7                     | Zdeněk Štybar         | R                     | 17                                 | Lawrence Warbasse                  | 60°                                | 27                     | Diego Ulissi           | 17°                    |
| Astana-Premier Tech   | Astana-Premier Tech   | Astana-Premier Tech   | Trek-Segafredo                     | Trek-Segafredo                     | Trek-Segafredo                     | Bora-Hansgrohe         | Bora-Hansgrohe         | Bora-Hansgrohe         |
| N°                    | Ciclista              | Clas.                 | N°                                 | Ciclista                           | Clas.                              | N°                     | Ciclista               | Clas.                  |
| 31                    | Luis León Sánchez     | 46°                   | 41                                 | Gianluca Brambilla                 | 31°                                | 51                     | Giovanni Aleotti       | R                      |
| 32                    | Gorka Izagirre        | 20°                   | 42                                 | Giulio Ciccone                     | 14°                                | 52                     | Cesare Benedetti       | 75°                    |
| 33                    | Evgenij Fëdorov       | 91°                   | 43                                 | Alexander Kamp                     | R                                  | 53                     | Matteo Fabbro          | R                      |
| 34                    | Jurij Natarov         | 92°                   | 44                                 | Juan Pedro López                   | 32°                                | 54                     | Patrick Gamper         | R                      |
| 35                    | Óscar Rodríguez       | 55°                   | 45                                 | Bauke Mollema                      | 10°                                | 55                     | Wilco Kelderman        | R                      |
| 36                    | Javier Romo           | 95°                   | 46                                 | Antonio Nibali                     | R                                  | 56                     | Patrick Konrad         | R                      |
| 37                    | Nikita Stal'nov       | R                     | 47                                 | Charlie Quarterman                 | R                                  | 57                     | Ide Schelling          | R                      |
| Movistar Team         | Movistar Team         | Movistar Team         | Israel Start-Up Nation             | Israel Start-Up Nation             | Israel Start-Up Nation             | Groupama-FDJ           | Groupama-FDJ           | Groupama-FDJ           |
| N°                    | Ciclista              | Clas.                 | N°                                 | Ciclista                           | Clas.                              | N°                     | Ciclista               | Clas.                  |
| 61                    | Héctor Carretero      | 35°                   | 71                                 | Sebastian Berwick                  | 82°                                | 81                     | Alexys Brunel          | R                      |
| 62                    | Johan Jacobs          | R                     | 72                                 | Alexander Cataford                 | 76°                                | 82                     | Clément Davy           | R                      |
| 63                    | Matteo Jorgenson      | 65°                   | 73                                 | Alessandro De Marchi               | R                                  | 83                     | Matthieu Ladagnous     | R                      |
| 64                    | José Joaquín Rojas    | 61°                   | 74                                 | Omer Goldstein                     | R                                  | 84                     | Sébastien Reichenbach  | 98°                    |
| 65                    | Einer Rubio           | 78°                   | 75                                 | Ben Hermans                        | 29°                                | 85                     | Anthony Roux           | 58°                    |
| 66                    | Sergio Samitier       | 64°                   | 76                                 | Reto Hollenstein                   | 93°                                | 86                     | Romain Seigle          | 38°                    |
| 67                    | Gonzalo Serrano       | 11°                   | 77                                 | Guy Niv                            | R                                  | 87                     | Lars van den Berg      | 77°                    |
| EF Education-Nippo    | EF Education-Nippo    | EF Education-Nippo    | Ineos Grenadiers                   | Ineos Grenadiers                   | Ineos Grenadiers                   | TotalEnergies          | TotalEnergies          | TotalEnergies          |
| N°                    | Ciclista              | Clas.                 | N°                                 | Ciclista                           | Clas.                              | N°                     | Ciclista               | Clas.                  |
| 91                    | William Barta         | 68°                   | 101                                | Egan Bernal                        | 16°                                | 111                    | Jérémy Cabot           | R                      |
| 92                    | Jonathan Caicedo      | R                     | 102                                | Andrey Amador                      | R                                  | 112                    | Víctor de la Parte     | 70°                    |
| 93                    | Simon Carr            | 15°                   | 103                                | Carlos Rodríguez                   | 54°                                | 113                    | Valentin Ferron        | 94°                    |
| 94                    | Julien El Fares       | R                     | 104                                | Daniel Martínez                    | R                                  | 114                    | Marlon Gaillard        | R                      |
| 95                    | Ruben Guerreiro       | 19°                   | 105                                | Gianni Moscon                      | 9°                                 | 115                    | Fabien Grellier        | R                      |
| 96                    | Jens Keukeleire       | 80°                   | 106                                | Adam Yates                         | 27°                                | 116                    | Florian Maitre         | R                      |
| 97                    | Neilson Powless       | 1°                    | 107                                | Salvatore Puccio                   | R                                  | 117                    | Julien Simon           | R                      |
| Bahrain Victorious    | Bahrain Victorious    | Bahrain Victorious    | Team Qhubeka NextHash              | Team Qhubeka NextHash              | Team Qhubeka NextHash              | Team BikeExchange      | Team BikeExchange      | Team BikeExchange      |
| N°                    | Ciclista              | Clas.                 | N°                                 | Ciclista                           | Clas.                              | N°                     | Ciclista               | Clas.                  |
| 121                   | Santiago Buitrago     | 71°                   | 131                                | Sander Armée                       | R                                  | 141                    | Andrej Zejc            | 25°                    |
| 122                   | Mikel Landa           | 34°                   | 132                                | Carlos Barbero                     | R                                  | 142                    | Kevin Colleoni         | 72°                    |
| 123                   | Kevin Inkelaar        | R                     | 133                                | Kilian Frankiny                    | 87°                                | 143                    | Tsgabu Grmay           | R                      |
| 124                   | Domen Novak           | R                     | 134                                | Bert-Jan Lindeman                  | R                                  | 144                    | Mikel Nieve            | 52°                    |
| 125                   | Mark Padun            | 13°                   | 135                                | Connor Brown                       | R                                  | 145                    | Nick Schultz           | 47°                    |
| 126                   | Matej Mohorič         | 2°                    | 136                                | Dylan Sunderland                   | R                                  | 146                    | Robert Stannard        | 74°                    |
| 127                   | Stephen Williams      | 53°                   | 137                                | Emil Vinjebo                       | 69°                                | 147                    | Simon Yates            | 22°                    |
| Jumbo-Visma           | Jumbo-Visma           | Jumbo-Visma           | Cofidis                            | Cofidis                            | Cofidis                            | Caja Rural-Seguros RGA | Caja Rural-Seguros RGA | Caja Rural-Seguros RGA |
| N°                    | Ciclista              | Clas.                 | N°                                 | Ciclista                           | Clas.                              | N°                     | Ciclista               | Clas.                  |
| 151                   | Koen Bouwman          | 56°                   | 161                                | Rubén Fernández                    | 21°                                | 171                    | Jonathan Lastra        | 99°                    |
| 152                   | Chris Harper          | 100°                  | 162                                | Fernando Barceló                   | 66°                                | 172                    | Julen Amezqueta        | 40°                    |
| 153                   | Lennard Hofstede      | 81°                   | 163                                | André Carvalho                     | R                                  | 173                    | Aritz Bagües           | R                      |
| 154                   | N. Van Hooydonck      | 97°                   | 164                                | Nathan Haas                        | R                                  | 174                    | Jon Irisarri           | R                      |
| 155                   | Sam Oomen             | 24°                   | 165                                | Jesús Herrada                      | 57°                                | 175                    | Jokin Murguialday      | 96°                    |
| 156                   | Antwan Tolhoek        | 50°                   | 166                                | Natnael Berhane                    | R                                  | 176                    | Oier Lazkano           | 83°                    |
| 157                   | Jonas Vingegaard      | 8°                    | 167                                | Pierre-Luc Périchon                | 48°                                | 177                    | Jon Barrenetxea        | R                      |
| Euskaltel-Euskadi     | Euskaltel-Euskadi     | Euskaltel-Euskadi     | Intermarché-Wanty-Gobert Matériaux | Intermarché-Wanty-Gobert Matériaux | Intermarché-Wanty-Gobert Matériaux | Team DSM               | Team DSM               | Team DSM               |
| N°                    | Ciclista              | Clas.                 | N°                                 | Ciclista                           | Clas.                              | N°                     | Ciclista               | Clas.                  |
| 181                   | Mikel Bizkarra        | R                     | 191                                | Jan Bakelants                      | 37°                                | 201                    | Romain Combaud         | R                      |
| 182                   | Mikel Iturria         | R                     | 192                                | Odd Christian Eiking               | 7°                                 | 202                    | Chad Haga              | R                      |
| 183                   | Gotzon Martín         | 79°                   | 193                                | Quinten Hermans                    | 73°                                | 203                    | Chris Hamilton         | 23°                    |
| 184                   | Joan Bou              | R                     | 194                                | Simone Petilli                     | 43°                                | 204                    | Jai Hindley            | 26°                    |
| 185                   | Ibai Azurmendi        | 67°                   | 195                                | Lorenzo Rota                       | 4°                                 | 205                    | Nicolas Roche          | R                      |
| 186                   | Luis Ángel Maté       | 84°                   | 196                                | Kévin Van Melsen                   | R                                  | 206                    | Kevin Vermaerke        | 90°                    |
| 187                   | Xabier Azparren       | R                     | 197                                | Jonas Koch                         | R                                  | 207                    | Ilan Van Wilder        | R                      |
| Burgos-BH             | Burgos-BH             | Burgos-BH             | Lotto Soudal                       | Lotto Soudal                       | Lotto Soudal                       | Team Arkéa-Samsic      | Team Arkéa-Samsic      | Team Arkéa-Samsic      |
| N°                    | Ciclista              | Clas.                 | N°                                 | Ciclista                           | Clas.                              | N°                     | Ciclista               | Clas.                  |
| 211                   | Victor Langellotti    | 85°                   | 221                                | Filippo Conca                      | R                                  | 231                    | Winner Anacona         | 88°                    |
| 212                   | Daniel Navarro        | R                     | 222                                | Kobe Goossens                      | 42°                                | 232                    | Warren Barguil         | 44°                    |
| 213                   | Willie Smit           | R                     | 223                                | Stefano Oldani                     | 36°                                | 233                    | Miguel Eduardo Flórez  | R                      |
| 214                   | Alex Molenaar         | R                     | 224                                | Harry Sweeny                       | 39°                                | 234                    | Matis Louvel           | R                      |
| 215                   | Óscar Cabedo          | R                     | 225                                | Maxim Van Gils                     | 12°                                | 235                    | Alan Riou              | R                      |
| 216                   | Ángel Madrazo         | 59°                   | 226                                | Matthew Holmes                     | R                                  | 236                    | Diego Rosa             | 86°                    |
| 217                   | Pelayo Sánchez        | R                     | 227                                | Xandres Vervloesem                 | R                                  | 237                    | Romain Hardy           | 89°                    |
| Equipo Kern Pharma    |                       |                       |                                    |                                    |                                    |                        |                        |                        |
| N°                    | Ciclista              | Clas.                 |                                    |                                    |                                    |                        |                        |                        |
| 241                   | Raúl García Pierna    | R                     |                                    |                                    |                                    |                        |                        |                        |
| 242                   | Jon Agirre            | 62°                   |                                    |                                    |                                    |                        |                        |                        |
| 243                   | Savva Novikov         | R                     |                                    |                                    |                                    |                        |                        |                        |
| 244                   | Urko Berrade          | 45°                   |                                    |                                    |                                    |                        |                        |                        |
| 245                   | Roger Adrià           | 41°                   |                                    |                                    |                                    |                        |                        |                        |
| 246                   | Jordi López           | R                     |                                    |                                    |                                    |                        |                        |                        |
| 247                   | José Félix Parra      | 63°                   |                                    |                                    |                                    |                        |                        |                        |